# Erebia triocellata
Erebia triocellata är en fjärilsart som beskrevs av Testout 1945. Erebia triocellata ingår i släktet Erebia och familjen praktfjärilar. Inga underarter finns listade i Catalogue of Life.